# Shahrestān-e Khodābandeh
Shahrestān-e Khodābandeh (persiska: شهرستان خدابنده, خدابنده) är en delprovins (shahrestan) i Iran.   Den ligger i provinsen Zanjan, i den nordvästra delen av landet, 260 km väster om huvudstaden Teheran.
Delprovinsen hade 164 493 invånare 2016.